# كيم ألكسيس
كيم ألكسيس (بالإنجليزية: Kim Alexis)‏ هي عارضة وممثلة أمريكية، ولدت في 15 يوليو 1960 بلوكبورت في الولايات المتحدة.

## وصلات خارجية
- كيم ألكسيس على موقع IMDb (الإنجليزية)
- كيم ألكسيس على موقع ألو سيني (الفرنسية)
- كيم ألكسيس على موقع أول موفي (الإنجليزية)
- كيم ألكسيس على موقع قاعدة بيانات الأفلام السويدية (السويدية)
- كيم ألكسيس على موقع إن إن دي بي (الإنجليزية)
- كيم ألكسيس على موقع قاعدة بيانات الفيلم (الإنجليزية)
- كيم ألكسيس على موقع كينوبويسك (الروسية)
- كيم ألكسيس على موقع دليل عارضات الأزياء (الإنجليزية)